# Макарівка (Житомирський район)
Мака́рівка — село в Україні, у Андрушківській громаді Житомирського району Житомирської області. Населення становить 742 осіб.

## Географія
Селом протікає річка Паволочка.

## Відомі люди
- Бондарчук Андрій Захарович (1918—2001) — український письменник
- Антонов Євген Федорович — капітан міліції, командир 3 роти полку «Беркут» ГУ МВС України у м. Києві. Брав участь у бойових діях під Слов'янськом захищаючи недоторканість батьківщини від агресорів 2014 року.[джерело?]